# Lista de províncias dos Países Baixos
Veja também Províncias dos Países Baixos
Os dados da população correspondem à estimativa de 1 de janeiro de 2007.

## População, área e densidade, ordenados em cada campo
| Província         | População  | Área (km²) | Densidade | PIB (PPC em mil. € 2003) | PIB per capta (em € 2003) |
| ----------------- | ---------- | ---------- | --------- | ------------------------ | ------------------------- |
| Holanda do Sul    | 3.455.097  | 2.814      | 1.228     | 95.868                   | 27.825                    |
| Holanda do Norte  | 2.613.070  | 2.671      | 978       | 65.295                   | 27.169                    |
| Utrecht           | 1.190.604  | 1.386      | 859       | 38.355                   | 33.148                    |
| Limburgo          | 1.127.805  | 2.153      | 524       | 28.038                   | 24.585                    |
| Brabante do Norte | 2.419.042  | 4.919      | 492       | 65.295                   | 27.169                    |
| Guéldria          | 1.979.059  | 4.975      | 398       | 45.043                   | 22.942                    |
| Overissel         | 1.116.374  | 3.327      | 336       | 25.854                   | 23.441                    |
| Flevolândia       | 374.424    | 1.419      | 264       | 6.915                    | 19.439                    |
| Groninga          | 573.614    | 2.336      | 246       | 18.496                   | 32.245                    |
| Zelândia          | 380.497    | 1.788      | 213       | 9.354                    | 24.706                    |
| Frísia            | 642.209    | 3.349      | 192       | 13.989                   | 21.830                    |
| Drente            | 486.197    | 2.642      | 184       | 10.323                   | 21.427                    |
| Países Baixos     | 16.357.992 | 41.528     | 394       | 440.167                  | 27.132                    |

## Por população
| Lugar | Província         | População  | %      | Densidade |
| ----- | ----------------- | ---------- | ------ | --------- |
|       | Países Baixos     | 16.357.992 | 100,0% | 394       |
| 1     | Holanda do Sul    | 3.455.097  | 21,1%  | 1.228     |
| 2     | Holanda do Norte  | 2 613 070  | 16,0%  | 978       |
| 3     | Brabante do Norte | 2.419.042  | 14,8%  | 492       |
| 4     | Guéldria          | 1.979.059  | 12,1%  | 398       |
| 5     | Utrecht           | 1.190.604  | 7,3%   | 859       |
| 6     | Limburgo          | 1.127.805  | 6,9%   | 524       |
| 7     | Overissel         | 1.116.374  | 6,8%   | 336       |
| 8     | Frísia            | 642.209    | 3,9%   | 192       |
| 9     | Groninga          | 573.614    | 3,5%   | 246       |
| 10    | Drente            | 486.197    | 3,0%   | 184       |
| 11    | Zelândia          | 380.497    | 2,3%   | 213       |
| 12    | Flevolândia       | 374.424    | 2,3%   | 264       |

## Por área
| Lugar | Província         | Área km² | %      | Densidade |
| ----- | ----------------- | -------- | ------ | --------- |
|       | Países Baixos     | 41.528   | 100,0% | 394       |
|       | Águas internas    | 7.645    | 18,4%  |           |
| 1     | Guéldria          | 4.975    | 12,0%  | 398       |
| 2     | Brabante do Norte | 4.919    | 11,8%  | 492       |
| 3     | Frísia            | 3.349    | 8,1%   | 192       |
| 4     | Overissel         | 3.327    | 8,0%   | 336       |
| 5     | Holanda do Sul    | 2.814    | 6,8%   | 1.228     |
| 6     | Holanda do Norte  | 2.671    | 6,4%   | 978       |
| 7     | Drente            | 2.642    | 6,3%   | 184       |
| 8     | Groninga          | 2.336    | 5,6%   | 246       |
| 9     | Limburgo          | 2.153    | 5,2%   | 524       |
| 10    | Zelândia          | 1.788    | 4,3%   | 213       |
| 11    | Flevolândia       | 1.419    | 3,4%   | 264       |
| 12    | Utrecht           | 1.386    | 3,3%   | 859       |

## Por densidade
| Lugar | Província         | População  | Área km² | Densidade |
| ----- | ----------------- | ---------- | -------- | --------- |
| 1     | Holanda do Sul    | 3 455 097  | 2.814    | 1.228     |
| 2     | Holanda do Norte  | 2 613 070  | 2.671    | 978       |
| 3     | Utrecht           | 1 190 604  | 1.386    | 859       |
| 4     | Limburgo          | 1 127 805  | 2.153    | 524       |
| 5     | Brabante do Norte | 2 419 042  | 4.919    | 492       |
| 6     | Guéldria          | 1 979 059  | 4.975    | 398       |
| 8     | Países Baixos     | 16 357 992 | 41.528   | 394       |
| 7     | Overissel         | 1 116 374  | 3.327    | 336       |
| 8     | Flevolândia       | 374 424    | 1.419    | 264       |
| 9     | Groninga          | 573 614    | 2.336    | 246       |
| 10    | Zelândia          | 380 497    | 1.788    | 213       |
| 11    | Frísia            | 642 209    | 3.349    | 192       |
| 12    | Drente            | 486 197    | 2.642    | 184       |